# Grecia ai Giochi della XXIX Olimpiade
La Grecia ha partecipato ai Giochi della XXIX Olimpiade di Pechino, svoltisi dall'8 al 24 agosto 2008, con una delegazione di 152 atleti.

## Medaglie
| Medaglia | Atleta                                                 | Sport            | Evento                            |
| -------- | ------------------------------------------------------ | ---------------- | --------------------------------- |
| Oro      | Dimitrios Mougios Vasilīs Polymeros                    | Canottaggio      | 2 di coppia pesi leggeri maschile |
| Argento  | Alexandros Nikolaidis                                  | Taekwondo        | +80 kg maschile                   |
| Bronzo   | Sofia Bekatōrou Virginia Kravarioti Sofia Papadopoulou | Vela             | Yngling                           |
| Bronzo   | Chrysopīgī Devetzī                                     | Atletica leggera | Salto triplo femminile            |

## Risultati

### Atletica leggera
Maschile
Eventi su pista e strada
| Atleta                                                                                  | Evento            | Batterie | Batterie | Quarti | Quarti | Semifinali | Semifinali | Finale          | Finale          |
| Atleta                                                                                  | Evento            | Tempo    | Pos.     | Tempo  | Pos.   | Tempo      | Pos.       | Tempo           | Pos.            |
| --------------------------------------------------------------------------------------- | ----------------- | -------- | -------- | ------ | ------ | ---------- | ---------- | --------------- | --------------- |
| Konstantinos Douvalidis                                                                 | 110 m ostacoli    | 13"49    | 1º       | 13"56  | 4º     | 13"55      | 5º         | non qualificato | non qualificato |
| Periklīs Iakōvakīs                                                                      | 400 m ostacoli    | N.D.     | N.D.     | 49"50  | 2º     | 48"69      | 4º         | 49"96           | 8º              |
| Stylianos Dimotsios Dimitrios Gravalos Pantelis Melachroinoudis Konstantinos Anastasiou | Staffetta 4x400 m | N.D.     | N.D.     | N.D.   | N.D.   | 3'04"3'    | 7º         | non qualificato | non qualificato |
| Konstantinos Stefanopoulos                                                              | Marcia 50 km      | N.D.     | N.D.     | N.D.   | N.D.   | N.D.       | N.D.       | 4h 07'53"       | 37º             |

Eventi su campo
| Atleta                   | Evento                 | Qualificazioni | Qualificazioni | Finale          | Finale          |
| Atleta                   | Evento                 | Misura         | Pos.           | Misura          | Pos.            |
| ------------------------ | ---------------------- | -------------- | -------------- | --------------- | --------------- |
| Konstantinos Baniotis    | Salto in alto          | 2,10 m         | 37º            | non qualificato | non qualificato |
| Loúis Tsátoumas          | Salto in lungo         | 8,27 m         | 1º             | nessuna         | 12º             |
| Dimitrios Tsiamis        | Salto triplo           | 16,65 m        | 23º            | non qualificato | non qualificato |
| Mihaíl Stamatóyiannis    | Getto del peso         | 18,45 m        | 36º            | non qualificato | non qualificato |
| Alexandros Papadimitriou | Lancio del martello    | 74,33 m        | 18º            | non qualificato | non qualificato |
| Ioannis-Georgios Smalios | Lancio del giavellotto | 71,87 m        | 27º            | non qualificato | non qualificato |

Femminile
Eventi su pista e strada
| Atleta               | Evento         | Batterie | Batterie | Semifinali      | Semifinali      | Finale          | Finale          |
| Atleta               | Evento         | Tempo    | Pos.     | Tempo           | Pos.            | Tempo           | Pos.            |
| -------------------- | -------------- | -------- | -------- | --------------- | --------------- | --------------- | --------------- |
| Dimitra Dova         | 400 m piani    | 52"69    | 5ª       | non qualificata | non qualificata | non qualificata | non qualificata |
| Konstantina Efentaki | 800 m piani    | N.D.     | N.D.     | 4'15"02         | 10ª             | non qualificata | non qualificata |
| Flōra Rentoumī       | 100 m ostacoli | 13"56    | 7ª       | non qualificata | non qualificata | non qualificata | non qualificata |
| Irini Kokkinariou    | 3000 m siepi   | N.D.     | N.D.     | 10'22"39        | 12ª             | non qualificata | non qualificata |
| Eleni Donta          | Maratona       | N.D.     | N.D.     | N.D.            | N.D.            | 2h 46'44"       | 60ª             |
| Athanasia Tsoumeleka | Marcia 20 km   | N.D.     | N.D.     | N.D.            | N.D.            | squalificata    | squalificata    |
| Evaggelia Xinou      | Marcia 20 km   | N.D.     | N.D.     | N.D.            | N.D.            | 1h 32'19"       | 25ª             |
| Despina Zapounidou   | Marcia 20 km   | N.D.     | N.D.     | N.D.            | N.D.            | 1h 39'11"       | 41ª             |

Eventi su campo
| Atleta                 | Evento                 | Qualificazioni | Qualificazioni | Finale          | Finale          |
| Atleta                 | Evento                 | Misura         | Pos.           | Misura          | Pos.            |
| ---------------------- | ---------------------- | -------------- | -------------- | --------------- | --------------- |
| Antonia Stergiou       | Salto in alto          | 1,85 m         | 24ª            | non qualificata | non qualificata |
| Afroditī Skafida       | Salto con l'asta       | 4,30 m         | 16ª            | non qualificata | non qualificata |
| Nikoléta Kiriakopoúlou | Salto con l'asta       | 4,15 m         | 27ª            | non qualificata | non qualificata |
| Chrysopīgī Devetzī     | Salto in lungo         | 6,57 m         | 14ª            | non qualificata | non qualificata |
| Chrysopīgī Devetzī     | Salto triplo           | nessuna        | -              | non qualificata | non qualificata |
| Athanasia Perra        | Salto triplo           | 14,92 m        | 2ª             | 15,23 m         | Bronzo          |
| Irini Terzoglou        | Getto del peso         | 16,50 m        | 26ª            | non qualificata | non qualificata |
| Dorothea Kalpakidou    | Lancio del disco       | 53,00 m        | 35ª            | non qualificata | non qualificata |
| Stiliani Papadopoulou  | Lancio del martello    | 69,36 m        | 12ª            | 64,97 m         | 11ª             |
| Alexandra Papageorgiou | Lancio del martello    | 66,72 m        | 28ª            | non qualificata | non qualificata |
| Savva Lika             | Lancio del giavellotto | 59,11 m        | 15ª            | non qualificata | non qualificata |

Eventi multipli - Eptathlon
| Atleta          | Evento    | 100H  | HJ     | SP      | 200 m | LJ     | JT      | 800 m   | Totale punti | Posizione |
| --------------- | --------- | ----- | ------ | ------- | ----- | ------ | ------- | ------- | ------------ | --------- |
| Argyro Strataki | Risultato | 14"05 | 1,68 m | 13,22 m | 25"47 | 5,97 m | 45,20 m | 1'14"57 | 5893         | 24º       |
| Argyro Strataki | Punti     | 971   | 830    | 742     | 844   | 840    | 767     | 899     | 5893         | 24º       |

### Beach volley
Femminile
La Grecia è stata rappresentata da due coppie: la prima formata da Vasso Karantasiou e Vassiliki Arvaniti, la seconda da Efthalia Koutroumanidou e Maria Tsiartsiani.
Prima fase
Gruppo D
| 10 agosto 2008, ore 19:00 | Xue - Zhang Xi | 2 – 1 (21-18, 19-21, 15-12) | Koutroumanidou - Tsiartsiani | Beach Volleyball Ground |

| 12 agosto 2008, ore 11:00 | Koutroumanidou - Tsiartsiani | 2 – 0 (21-12, 21-8) | Augoustides - Nel | Beach Volleyball Ground |

| 14 agosto 2008, ore 14:00 | Goller - Ludwig | 2 – 0 (24-22, 21-12) | Koutroumanidou - Tsiartsiani | Beach Volleyball Ground |

| Pos. | Squadra                               | G | W | P | Sv | Sp | Pf  | Ps  | Pts |
| ---- | ------------------------------------- | - | - | - | -- | -- | --- | --- | --- |
| 1    | Xue - Zhang Xi (Cina)                 | 3 | 3 | 0 | 6  | 1  | 139 | 105 | 6   |
| 2    | Goller - Ludwig (Germania)            | 3 | 2 | 1 | 4  | 2  | 119 | 102 | 5   |
| 3    | Koutroumanidou - Tsiartsiani (Grecia) | 3 | 1 | 2 | 3  | 4  | 127 | 120 | 4   |
| 4    | Augoustides - Nel (Sudafrica)         | 3 | 0 | 3 | 0  | 6  | 68  | 126 | 3   |

Gruppo F
| 10 agosto 2008, ore 11:00 | Karantasiou - Arvaniti | 0 – 2 (18-21, 18-21) | Schwaiger - Schwaiger | Beach Volleyball Ground |

| 12 agosto 2008, ore 14:00 | Karantasiou - Arvaniti | 1 – 2 (17-21, 21-16, 12-15) | Candelas - Garcia | Beach Volleyball Ground |

| 14 agosto 2008, ore 12:00 | Talita - Renata | 2 – 0 (22-20, 21-19) | Karantasiou - Arvaniti | Beach Volleyball Ground |

| Pos. | Squadra                         | G | W | P | Sv | Sp | Pf  | Ps  | Pts |
| ---- | ------------------------------- | - | - | - | -- | -- | --- | --- | --- |
| 1    | Talita - Renata (Brasile)       | 3 | 3 | 0 | 6  | 1  | 139 | 121 | 6   |
| 2    | Schwaiger - Schwaiger (Austria) | 3 | 2 | 1 | 4  | 2  | 121 | 105 | 5   |
| 3    | Candelas - Garcia (Messico)     | 3 | 1 | 2 | 3  | 5  | 124 | 146 | 4   |
| 4    | Karantasiou - Arvaniti (Grecia) | 3 | 0 | 3 | 1  | 6  | 125 | 137 | 3   |

Seconda fase
Ottavi di finale
| 15 agosto 2008, ore 12:00 | Cook - Barnett | 2 – 1 (22-20, 19-21, 15-12) | Walsh - May-Treanor | Beach Volleyball Ground |

### Canoa/kayak

#### Velocità
Maschile
| Atleta               | Evento    | Batterie | Batterie | Semifinali | Semifinali | Finale          | Finale          |
| Atleta               | Evento    | Tempo    | Pos.     | Tempo      | Pos.       | Tempo           | Pos.            |
| -------------------- | --------- | -------- | -------- | ---------- | ---------- | --------------- | --------------- |
| Andreas Kiligkaridis | C1 500 m  | 1'54"541 | 5º       | 1'56"310   | 5º         | non qualificato | non qualificato |
| Andreas Kiligkaridis | C1 1000 m | 4'18"488 | 5º       | 4'04"627   | 5º         | non qualificato | non qualificato |

#### Slalom
Maschile
| Atleta             | Evento | Preliminari | Preliminari | Preliminari | Preliminari | Semifinali | Semifinali | Finale | Finale | Finale | Finale |
| Atleta             | Evento | Manche 1    | Manche 2    | Totale      | Pos.        | Tempo      | Pos.       | Tempo  | Pos.   | Totale | Pos.   |
| ------------------ | ------ | ----------- | ----------- | ----------- | ----------- | ---------- | ---------- | ------ | ------ | ------ | ------ |
| Christos Tsakmakis | C1     | 91"53       | 86"01       | 177"54      | 8º          | 92"18      | 6º         | 94"49  | 7º     | 186"67 | 7º     |

Femminile
| Atleta         | Evento | Preliminari | Preliminari | Preliminari | Preliminari | Semifinali | Semifinali | Finale          | Finale          | Finale          | Finale          |
| Atleta         | Evento | Manche 1    | Manche 2    | Totale      | Pos.        | Tempo      | Pos.       | Tempo           | Pos.            | Totale          | Pos.            |
| -------------- | ------ | ----------- | ----------- | ----------- | ----------- | ---------- | ---------- | --------------- | --------------- | --------------- | --------------- |
| Maria Ferekidi | K1     | 108"37      | 113"60      | 221"97      | 12ª         | 118"99     | 11ª        | non qualificata | non qualificata | non qualificata | non qualificata |

### Canottaggio
Maschile
| Atleta                                | Evento                   | Batterie | Batterie | Quarti/ Ripescaggi | Quarti/ Ripescaggi | Semifinali | Semifinali | Finale  | Finale        |
| Atleta                                | Evento                   | Tempo    | Pos.     | Tempo              | Pos.               | Tempo      | Pos.       | Tempo   | Pos.          |
| ------------------------------------- | ------------------------ | -------- | -------- | ------------------ | ------------------ | ---------- | ---------- | ------- | ------------- |
| Ioannis Christou                      | Singolo                  | 7'29"87  | 3º       | 6'58"28            | 3º                 | 7'06"02    | 4          | 7'17"74 | 4º (finale B) |
| Dimitrios Mougios Vasileios Polymeros | 2 di coppia pesi leggeri | 6'16"20  | 2        | Bye                | Bye                | 6'24"61    | 1          | 6'11"72 | Argento       |

Femminile
| Atleta                            | Evento                   | Batterie | Batterie | Quarti/ Ripescaggi | Quarti/ Ripescaggi | Semifinali | Semifinali | Finale  | Finale |
| Atleta                            | Evento                   | Tempo    | Pos.     | Tempo              | Pos.               | Tempo      | Pos.       | Tempo   | Pos.   |
| --------------------------------- | ------------------------ | -------- | -------- | ------------------ | ------------------ | ---------- | ---------- | ------- | ------ |
| Chrysi Biskitzi Alexandra Tsiavou | 2 di coppia pesi leggeri | 7'05"95  | 5ª       | 7'24"55            | 2                  | 7'11"99    | 3ª         | 7'04"61 | 6ª     |

### Ciclismo

#### Ciclismo su pista
Maschile
| Atleta                                                         | Evento   | Preliminari | Preliminari | Primo turno     | Secondo turno   | Quarti          | Semifinale      | Finale          |
| Atleta                                                         | Evento   | Tempo       | Pos.        | Primo turno     | Secondo turno   | Quarti          | Semifinale      | Finale          |
| -------------------------------------------------------------- | -------- | ----------- | ----------- | --------------- | --------------- | --------------- | --------------- | --------------- |
| Vasileios Reppas                                               | Velocità | 10"966      | 20º         | non qualificato | non qualificato | non qualificato | non qualificato | non qualificato |
| Athanasios Mantzouranis Vasileios Reppas Panagiotis Voukelatos | Squadre  | 45"645      | 10º         | N.D.            | N.D.            | N.D.            | non qualificati | non qualificati |

#### Keirin
| Atleta                  | Preliminari | Ripescaggi | Semifinale      | Finale          |
| ----------------------- | ----------- | ---------- | --------------- | --------------- |
| Athanasios Mantzouranis | 5º          | 3º         | non qualificato | non qualificato |
| Christos Volikakis      | 5º          | 2º         | non qualificato | non qualificato |

### Ginnastica

#### Ginnastica artistica
Maschile
| Atleta        | Evento         | Volteggio | Corpo libero | Cavallo con maniglie | Anelli | Parallele | Sbarra | Trave | Totale | Posizione | Finali  |
| ------------- | -------------- | --------- | ------------ | -------------------- | ------ | --------- | ------ | ----- | ------ | --------- | ------- |
| Vlasios Maras | Qualificazioni | 15,925    | -            | -                    | -      | -         | 13,975 | N.D.  | 29,900 | 88º       | nessuna |

Femminile
| Atleta            | Evento         | Volteggio | Corpo libero | Cavallo con maniglie | Anelli | Parallele | Sbarra | Trave  | Totale | Posizione | Finali  |
| ----------------- | -------------- | --------- | ------------ | -------------------- | ------ | --------- | ------ | ------ | ------ | --------- | ------- |
| Stefani Bismpikou | Qualificazioni | 14,225    | 13,575       | N.D.                 | N.D.   | 14,350    | N.D.   | 14,475 | 56,625 | 39ª       | nessuna |

#### Ginnastica ritmica
Femminile
Individuale
| Atleta         | Qualificazioni | Qualificazioni | Qualificazioni | Qualificazioni | Qualificazioni | Qualificazioni | Finale          | Finale          | Finale          | Finale          | Finale          | Finale          |
| Atleta         | Corda          | Cerchio        | Clavi          | Palla          | Totale         | Pos.           | Corda           | Cerchio         | Clavi           | Palla           | Totale          | Pos.            |
| -------------- | -------------- | -------------- | -------------- | -------------- | -------------- | -------------- | --------------- | --------------- | --------------- | --------------- | --------------- | --------------- |
| Eleni Andriola | 14,750         | 15,450         | 14,100         | 15,400         | 59,700         | 21ª            | non qualificata | non qualificata | non qualificata | non qualificata | non qualificata | non qualificata |

Squadre
| Atlete | Qualificazioni | Qualificazioni    | Qualificazioni | Qualificazioni | Qualificazioni  | Qualificazioni    | Finale          | Finale          |
| Atlete | 5 corde        | 3 cerchi, 2 clave | Totale         | Pos.           | 5 corde         | 3 cerchi, 2 clave | Totale          | Pos.            |
| --- | -------------- | ----------------- | -------------- | -------------- | --------------- | ----------------- | --------------- | --------------- |
| Dimitra Kafalidou Vasiliki Maniou Olga-Afroditi Pilaki Paraskevi Pleksida Ioanna Samara Nikoletta Tsagari | 15,400         | 15,600            | 31,000         | 9ª             | non qualificate | non qualificate   | non qualificate | non qualificate |

### Judo
Maschile
| Atleta                | Evento | Sedicesimi                      | Ottavi                        | Ripescaggio                 | Quarti          | Semifinali      | Finale          |
| --------------------- | ------ | ------------------------------- | ----------------------------- | --------------------------- | --------------- | --------------- | --------------- |
| Lavrentios Alexanidis | 60 kg  | M. D'Aquino (AUS) V (1000-0000) | R. Houkes (NLD) P (0000-0001) | F. Will (CAN) P (0010-1001) | non qualificato | non qualificato | non qualificato |
| Tariel Zintiridis     | 66 kg  | T. Takata (USA) P (0000-0010)   | non qualificato               | non qualificato             | non qualificato | non qualificato | non qualificato |
| Īlias Īliadīs         | 90 kg  | M. Huizinga (NLD) P (0001-1010) | non qualificato               | non qualificato             | non qualificato | non qualificato | non qualificato |

### Lotta

#### Libera
Maschile
| Atleta              | Evento | Sedicesimi | Ottavi                            | Quarti                       | Ripescaggio                       | Semifinali      | Finale          |
| ------------------- | ------ | ---------- | --------------------------------- | ---------------------------- | --------------------------------- | --------------- | --------------- |
| Emzarios Bentinidis | 74 kg  | Bye        | M. Gentry (CAN) V (0-1, 2-0, 2-0) | S. Tigiev (UZB) V (0-1, 0-1) | G. Ştefan (ROU) P (3-0, 0-1, 0-1) | non qualificato | non qualificato |

#### Greco-romana
Maschile
| Atleta                  | Evento | Sedicesimi                 | Ottavi                        | Ripescaggio     | Quarti          | Semifinali      | Finale          |
| ----------------------- | ------ | -------------------------- | ----------------------------- | --------------- | --------------- | --------------- | --------------- |
| Theodoros Tounousidis   | 96 kg  | Bye                        | R. Nozadze (GEO) P (1-1, 2-2) | non qualificato | non qualificato | non qualificato | non qualificato |
| Panagiotis Papadopoulos | 120 kg | Deli L. (CHN) P (0-3, 1-1) | non qualificato               | non qualificato | non qualificato | non qualificato | non qualificato |

### Nuoto
Maschile
| Atleta                                                              | Evento                         | Batterie | Batterie | Semifinali      | Semifinali      | Finale          | Finale          |
| Atleta                                                              | Evento                         | Tempo    | Pos.     | Tempo           | Pos.            | Tempo           | Pos.            |
| ------------------------------------------------------------------- | ------------------------------ | -------- | -------- | --------------- | --------------- | --------------- | --------------- |
| Apostolos Tsagarakis                                                | 50 m stile libero              | 22"39    | 26º      | non qualificato | non qualificato | non qualificato | non qualificato |
| Aristeidis Grigoriadis                                              | 100 m stile libero             | 50"62    | 48º      | non qualificato | non qualificato | non qualificato | non qualificato |
| Andreas Zisimos                                                     | 200 m stile libero             | 1'48"82  | 29º      | non qualificato | non qualificato | non qualificato | non qualificato |
| Spyridōn Gianniōtīs                                                 | 400 m stile libero             | N.D.     | N.D.     | 3'49"34         | 24º             | non qualificato | non qualificato |
| Spyridōn Gianniōtīs                                                 | 1500 m stile libero            | N.D.     | N.D.     | 14'53"32        | 12º             | non qualificato | non qualificato |
| Aristeidis Grigoriadis                                              | 100 m dorso                    | 54"71    | 17º      | non qualificato | non qualificato | non qualificato | non qualificato |
| Dimitrios Chasiotis                                                 | 200 m dorso                    | 2'02"30  | 36º      | non qualificato | non qualificato | non qualificato | non qualificato |
| Romanos Alyfantis                                                   | 100 m rana                     | 1'03"39  | 50º      | non qualificato | non qualificato | non qualificato | non qualificato |
| Romanos Alyfantis                                                   | 200 m rana                     | 2'16"04  | 41º      | non qualificato | non qualificato | non qualificato | non qualificato |
| Sotirios Pastras                                                    | 100 m farfalla                 | 52"41    | 25º      | non qualificato | non qualificato | non qualificato | non qualificato |
| Romanos Alyfantis                                                   | 200 m farfalla                 | 1'57"99  | 26º      | non qualificato | non qualificato | non qualificato | non qualificato |
| Ioannis Kokkodis                                                    | 200 m misti                    | 2'01"22  | 23º      | non qualificato | non qualificato | non qualificato | non qualificato |
| Romanos Alyfantis                                                   | 400 m misti                    | N.D.     | N.D.     | 4'23"41         | 25º             | non qualificato | non qualificato |
| Vasileios Demetis                                                   | 400 m misti                    | N.D.     | N.D.     | 4'18"40         | 18º             | non qualificato | non qualificato |
| Andreas Zisimos Nikos Xylouris Giannīs Giannoulīs Vasileios Demetis | Staffetta 4x200 m stile libero | N.D.     | N.D.     | 7'18"26         | 15º             | non qualificato | non qualificato |
| Spyridōn Gianniōtīs                                                 | 10 km                          | N.D.     | N.D.     | N.D.            | N.D.            | 1h 52'20"4      | 16º             |

Femminile
| Atleta                        | Evento             | Batterie | Batterie | Semifinali      | Semifinali      | Finale          | Finale          |
| Atleta                        | Evento             | Tempo    | Pos.     | Tempo           | Pos.            | Tempo           | Pos.            |
| ----------------------------- | ------------------ | -------- | -------- | --------------- | --------------- | --------------- | --------------- |
| Martha Matsa                  | 50 m stile libero  | 25"68    | 33ª      | non qualificata | non qualificata | non qualificata | non qualificata |
| Eleni Kosti                   | 100 m stile libero | 56"44    | 37ª      | non qualificata | non qualificata | non qualificata | non qualificata |
| Eleni Kosti                   | 200 m stile libero | 2'04"55  | 24ª      | non qualificata | non qualificata | non qualificata | non qualificata |
| Eleftheria Evgenia Efstathiou | 400 m stile libero | N.D.     | N.D.     | 4'15"78         | 27ª             | non qualificata | non qualificata |
| Eleftheria Evgenia Efstathiou | 800 m stile libero | N.D.     | N.D.     | 8'41"65         | 28ª             | non qualificata | non qualificata |
| Stella Boumi                  | 200 m dorso        | 2'14"73  | 29ª      | non qualificata | non qualificata | non qualificata | non qualificata |
| Angeliki Exarchou             | 100 m rana         | 1'10"47  | 39ª      | non qualificata | non qualificata | non qualificata | non qualificata |
| Angeliki Exarchou             | 200 m rana         | 2'36"83  | 39ª      | non qualificata | non qualificata | non qualificata | non qualificata |
| Eirini Kavarnou               | 100 m farfalla     | 1'00"74  | 41ª      | non qualificata | non qualificata | non qualificata | non qualificata |
| Eleftheria Evgenia Efstathiou | 200 m farfalla     | 2'13"27  | 29ª      | non qualificata | non qualificata | non qualificata | non qualificata |
| Marianna Lymperta             | 10 km              | N.D.     | N.D.     | N.D.            | N.D.            | 1h 59'42"3      | 11ª             |

### Nuoto sincronizzato
| Atlete                                | Evento | Technical Routine | Technical Routine | Free Routine (preliminari) | Free Routine (preliminari) | Free Routine (finale) | Free Routine (finale) | Punteggio totale | Posizione finale |
| Atlete                                | Evento | Punteggio         | Pos.              | Punteggio                  | Pos.                       | Punteggio             | Pos.                  | Punteggio totale | Posizione finale |
| ------------------------------------- | ------ | ----------------- | ----------------- | -------------------------- | -------------------------- | --------------------- | --------------------- | ---------------- | ---------------- |
| Evanthia Makrygianni Despoina Solomou | Duo    | 45,834            | 9ª                | 45,584                     | 10ª                        | 45,667                | 10ª                   | 91,501           | 10ª              |

### Pallacanestro

#### Maschile
La Grecia si è qualificata ai Giochi nell'ultimo torneo di qualificazione olimpica.
Prima fase
| 10 agosto 2008, ore 14:30 | Spagna | 81 – 66 referto | Grecia | Wukesong Indoor Stadium |

| 12 agosto 2008, ore 14:30 | Grecia | 87 – 74 referto | Germania | Wukesong Indoor Stadium |

| 14 agosto 2008, ore 20:00 | Stati Uniti | 92 – 69 referto | Grecia | Wukesong Indoor Stadium |

| 16 agosto 2008, ore 9:00 | Grecia | 102 – 61 referto | Angola | Wukesong Indoor Stadium |

| 18 agosto 2008, ore 14:30 | Grecia | 91 – 77 referto | Cina | Wukesong Indoor Stadium |

| Squadra     | P  | V | P | PF  | PS  | Diff. |
| ----------- | -- | - | - | --- | --- | ----- |
| Stati Uniti | 10 | 5 | 0 | 515 | 354 | +161  |
| Spagna      | 9  | 4 | 1 | 418 | 369 | +49   |
| Grecia      | 8  | 3 | 2 | 415 | 375 | +40   |
| Cina        | 7  | 2 | 3 | 366 | 400 | -34   |
| Germania    | 6  | 1 | 4 | 330 | 390 | -60   |
| Angola      | 5  | 0 | 5 | 321 | 477 | -156  |

Seconda fase
Quarti di finale
| Arbitri: | Romualdas Brazauskas Carl Jungebrand Jose Carrion |

|             |          |              |
| Ginóbili 24 | Punti    | Fōtsīs 17    |
| Prigioni 3  | Assist   | Papaloukas 4 |
| Scola 8     | Rimbalzi | Fōtsīs 10    |

### Pallanuoto

#### Maschile
La nazionale greca si è qualificata per i Giochi nel torneo preolimpico mondiale.
Prima fase
| 10 agosto 2008, ore 9:30 | Australia | 12 – 8 | Grecia | Ying Tung Natatorium |

| 12 agosto 2008, ore 14:00 | Ungheria | 17 – 6 | Grecia | Ying Tung Natatorium |

| 14 agosto 2008, ore 14:00 | Montenegro | 10 – 6 | Grecia | Ying Tung Natatorium |

| 16 agosto 2008, ore 10:50 | Grecia | 13 – 7 | Canada | Ying Tung Natatorium |

| 18 agosto 2008, ore 15:20 | Spagna | 10 – 6 | Grecia | Ying Tung Natatorium |

|    | Squadra    | Pti | G | V | P | S | GF | GS | Diff |
| -- | ---------- | --- | - | - | - | - | -- | -- | ---- |
| 1. | Ungheria   | 9   | 5 | 4 | 1 | 0 | 60 | 36 | +24  |
| 2. | Spagna     | 8   | 5 | 4 | 0 | 1 | 52 | 34 | +18  |
| 3. | Montenegro | 6   | 5 | 2 | 2 | 1 | 43 | 33 | +10  |
| 4. | Australia  | 5   | 5 | 2 | 1 | 2 | 45 | 40 | +5   |
| 5. | Grecia     | 2   | 5 | 1 | 0 | 4 | 39 | 56 | -17  |
| 6. | Canada     | 0   | 5 | 0 | 0 | 5 | 21 | 61 | -40  |

Seconda fase
Quarti di finale 7º-12º posto
| Arbitri: | Balfanbayev (KAZ) Knights (NZL) |

|            |           |        |
| 4: Ntoskas | Marcatori | 3: Xie |

Semifinale 7º-10º posto
| Arbitri: | Ciric (SRB) Patelli (BRA) |

|           |           |            |
| 3: Nossek | Marcatori | 3: Schizas |

Finale 7º-8º posto
| Arbitri: | Simion (ROU) Pinker (RSA) |

|             |           |                          |
| 3: Figlioli | Marcatori | 2: Schizas, C.Afroudakis |

#### Femminile
La nazionale greca si è qualificata per i Giochi nel torneo preolimpico mondiale.
Prima fase
| 11 agosto 2008, ore 15:40 | Australia | 8 – 6 | Grecia | Ying Tung Natatorium |

| 13 agosto 2008, ore 14:20 | Paesi Bassi | 9 – 6 | Grecia | Ying Tung Natatorium |

| 15 agosto 2008, ore 15:40 | Ungheria | 10 – 4 | Grecia | Ying Tung Natatorium |

|    | Squadra     | Pti | G | V | P | S | GF | GS | Diff |
| -- | ----------- | --- | - | - | - | - | -- | -- | ---- |
| 1. | Ungheria    | 5   | 3 | 2 | 1 | 0 | 28 | 20 | +8   |
| 2. | Australia   | 5   | 3 | 2 | 1 | 0 | 25 | 22 | +3   |
| 3. | Paesi Bassi | 2   | 3 | 1 | 0 | 2 | 27 | 27 | 0    |
| 4. | Grecia      | 0   | 3 | 0 | 0 | 3 | 16 | 27 | -11  |

Seconda fase
Finale 7º-8º posto
| Arbitri: | Knights (NZL) Pinker (RSA) |

|                      |           |             |
| 3: Shepelina, Konukh | Marcatori | 4: Roumpesi |

### Pugilato
| Atleta         | Evento       | Sedicesimi                     | Ottavi                    | Quarti                  | Semifinali      | Finale          |
| -------------- | ------------ | ------------------------------ | ------------------------- | ----------------------- | --------------- | --------------- |
| Georgios Gazis | Pesi medi    | H. Saliku Biembe (COD) V (7-2) | C. Góngora (ECU) P (1-12) | non qualificato         | non qualificato | non qualificato |
| Elias Pavlidis | Pesi massimi | N.D.                           | M. Gajović (MNE) V (7-3)  | O. Acosta (CUB) P (4-7) | non qualificato | non qualificato |

### Sollevamento pesi
Maschile
| Atleta                   | Evento | Strappo | Strappo | Slancio | Slancio | Totale | Posizione |
| Atleta                   | Evento | Ris.    | Pos.    | Ris.    | Pos.    | Totale | Posizione |
| ------------------------ | ------ | ------- | ------- | ------- | ------- | ------ | --------- |
| Konstantinos Gkaripis    | 94 kg  | 160     | 16      | 200     | 13      | 360    | 14º       |
| Anastasios Triantafyllou | 94 kg  | 155     | 17      | 196     | 15      | 351    | 15º       |
| Nikolaos Kourtidis       | 105 kg | 176     | 12      | 221     | 9       | 397    | 9º        |

Femminile
| Atleta            | Evento | Strappo | Strappo | Slancio | Slancio | Totale | Posizione |
| Atleta            | Evento | Ris.    | Pos.    | Ris.    | Pos.    | Totale | Posizione |
| ----------------- | ------ | ------- | ------- | ------- | ------- | ------ | --------- |
| Victoria Mavridou | +75 kg | 105     | 9       | 126     | 10      | 231    | 9ª        |

### Taekwondo
Maschile
| Atleta                | Evento | Ottavi                     | Quarti                  | Ripescaggio | Semifinali                    | Finale                  | Classifica |
| --------------------- | ------ | -------------------------- | ----------------------- | ----------- | ----------------------------- | ----------------------- | ---------- |
| Alexandros Nikolaidis | +80 kg | A. Chilmanov (KAZ) V (4-3) | A. Zrouri (MAR) V (5-4) | N.D.        | C. Chukwumerije (NGA) V (3-2) | Cha D.-M. (KOR) P (4-5) | Argento    |

Femminile
| Atleta              | Evento | Ottavi                            | Quarti          | Ripescaggio     | Semifinali      | Finale          |
| ------------------- | ------ | --------------------------------- | --------------- | --------------- | --------------- | --------------- |
| Elisavet Mystakidou | 67 kg  | A. Ocasio Rodriguez (PRI) P (0-1) | non qualificata | non qualificata | non qualificata | non qualificata |
| Kyriaki Kouvari     | +67 kg | N. Falavigna (BRA) P (1-3)        | non qualificata | non qualificata | non qualificata | non qualificata |

### Tennis
Femminile
| Atleta                          | Evento    | Trentaduesimi                 | Sedicesimi                                  | Ottavi          | Quarti          | Semifinali      | Finale          |
| ------------------------------- | --------- | ----------------------------- | ------------------------------------------- | --------------- | --------------- | --------------- | --------------- |
| Eléni Daniilídou                | Singolare | V. Razzano (FRA) P (3-6, 3-6) | non qualificata                             | non qualificata | non qualificata | non qualificata | non qualificata |
| Eléni Daniilídou Anna Gerasimou | Doppio    | N.D.                          | E. Gagliardi-P. Schnyder (SUI) P (0-6, 4-6) | non qualificate | non qualificate | non qualificate | non qualificate |

### Tennistavolo
Maschile
| Atleta              | Evento  | Preliminari | Preliminari | Primo turno     | Primo turno                      | Secondo turno  | Secondo turno                                       | Terzo turno       | Terzo turno                            | Quarto turno    | Quarto turno                     | Quarti          | Quarti          | Semifinali      | Semifinali      | Finale          | Finale          |
| Atleta              | Evento  | Avver.      | Punt.       | Avver.          | Punt.                            | Avver.         | Punt.                                               | Avver.            | Punt.                                  | Avver.          | Punt.                            | Avver.          | Punt.           | Avver.          | Punt.           | Avver.          | Punt.           |
| ------------------- | ------- | ----------- | ----------- | --------------- | -------------------------------- | -------------- | --------------------------------------------------- | ----------------- | -------------------------------------- | --------------- | -------------------------------- | --------------- | --------------- | --------------- | --------------- | --------------- | --------------- |
| Panagiotis Gionis   | Singolo | Bye         | Bye         | G. Tsuboi (BRA) | V (4-0) (11-7, 11-3, 11-5, 11-5) | Ko L. C. (HKG) | P (3-4) (5-11, 11-7, 4-11, 12-10, 8-11, 11-4, 4-11) | non qualificato   | non qualificato                        | non qualificato | non qualificato                  | non qualificato | non qualificato | non qualificato | non qualificato | non qualificato | non qualificato |
| Kallinikos Kreangka | Singolo | Bye         | Bye         | Bye             | Bye                              | Bye            | Bye                                                 | J. Mizutani (JPN) | V (4-1) (9-11, 11-9, 11-4, 11-8, 11-3) | Lin M. (CHN)    | P (0-4) (5-11, 5-11, 3-11, 7-11) | non qualificato | non qualificato | non qualificato | non qualificato | non qualificato | non qualificato |

Squadre
La squadra era formata da Panagiotis Gionis, Kallinikos Kreangka e Ntaniel Tsiokas.
Prima fase
| 13 agosto 2008 | Cina | 3 – 0 | Grecia |  |

| 14 agosto 2008 | Austria | 3 – 0 | Grecia |  |

| 14 agosto 2008 | Grecia | 3 – 0 | Australia |  |

| Squadra   | P.ti | G | V | P | GV | GP |
| --------- | ---- | - | - | - | -- | -- |
| Cina      | 6    | 3 | 3 | 0 | 9  | 0  |
| Austria   | 5    | 3 | 2 | 1 | 6  | 3  |
| Grecia    | 4    | 3 | 1 | 2 | 3  | 6  |
| Australia | 3    | 3 | 0 | 3 | 0  | 9  |

### Tiro
Maschile
| Atleta                | Evento | Qualificazioni | Qualificazioni | Finale          | Finale          | Finale          |
| Atleta                | Evento | Punteggio      | Pos.           | Punteggio       | Punt. totale    | Pos.            |
| --------------------- | ------ | -------------- | -------------- | --------------- | --------------- | --------------- |
| Georgios Salavantakis | Skeet  | 109            | 33             | non qualificato | non qualificato | non qualificato |

### Tiro con l'arco
Femminile
| Atleta           | Evento      | Turno di qualificazione | Turno di qualificazione | Turno 1                       | Turno 2                              | Ottavi                       | Quarti          | Semifinali      | Finale          |
| Atleta           | Evento      | Punteggio               | Pos.                    | Turno 1                       | Turno 2                              | Ottavi                       | Quarti          | Semifinali      | Finale          |
| ---------------- | ----------- | ----------------------- | ----------------------- | ----------------------------- | ------------------------------------ | ---------------------------- | --------------- | --------------- | --------------- |
| Evangelia Psarra | Individuale | 613                     | 50                      | Chen L. (CHN) P (101-110)     | non qualificata                      | non qualificata              | non qualificata | non qualificata | non qualificata |
| Elpida Romantzi  | Individuale | 614                     | 49                      | Z. K. Şatır (TUR) V (105-103) | K. Esebua (GEO) V (102(+10)-102(+9)) | Park S.-H. (KOR) P (103-115) | non qualificata | non qualificata | non qualificata |

### Triathlon
| Atleta       | Evento         | Nuoto  | Ciclismo | Corsa | Tempo totale | Posizione |
| ------------ | -------------- | ------ | -------- | ----- | ------------ | --------- |
| Deniz Dimaki | Gara femminile | 21'36" | doppiata | -     | -            | -         |

### Tuffi
Femminile
| Atleta                          | Evento           | Preliminari | Preliminari | Semifinale      | Semifinale      | Finale          | Finale          |
| Atleta                          | Evento           | Punti       | Pos.        | Punti           | Pos.            | Punti           | Pos.            |
| ------------------------------- | ---------------- | ----------- | ----------- | --------------- | --------------- | --------------- | --------------- |
| Eftychia Pappa Papavasilopoulou | Piattaforma 10 m | 252,00      | 26ª         | non qualificata | non qualificata | non qualificata | non qualificata |

### Vela
Maschile
| Atleta                                     | Evento   | Regata | Regata | Regata | Regata | Regata | Regata | Regata | Regata | Regata | Regata     | Regata          | Punteggio | Pos. |
| Atleta                                     | Evento   | 1      | 2      | 3      | 4      | 5      | 6      | 7      | 8      | 9      | 10         | M               | Punteggio | Pos. |
| ------------------------------------------ | -------- | ------ | ------ | ------ | ------ | ------ | ------ | ------ | ------ | ------ | ---------- | --------------- | --------- | ---- |
| Nikolaos Kaklamanakīs                      | Windsurf | 10     | 2      | 12     | 11     | 8      | 10     | 5      | 15     | 10     | 7          | 22 OCS          | 97        | 8º   |
| Evangelos Cheimonas                        | Laser    | 22     | 21     | 9      | 11     | 44 DSQ | 44 BFD | 9      | 6      | 8      | cancellata | non qualificato | 130       | 15º  |
| Andreas Kosmatopoulos Andreas Papadopoulos | 470      | 5      | 26     | 11     | 8      | 5      | 5      | 18     | 3      | 20     | 29         | non qualificati | 101       | 12º  |
| Emilios Papathanasiou                      | Finn     | 1      | 27 DNF | 5      | 27 DNE | 18     | 15     | 27 DNE | 8      | N.D.   | N.D.       | non qualificato | 101       | 15º  |
| Iordanis Paschalidis Konstantinos Trigonis | Tornado  | 2      | 5      | 12     | 7      | 2      | 12     | 4      | 10     | 6      | 13         | 16 DNF          | 82        | 9º   |

Femminile
| Atleta                                                 | Evento       | Regata | Regata | Regata | Regata | Regata | Regata | Regata | Regata | Regata     | Regata     | Regata          | Punteggio | Pos.   |
| Atleta                                                 | Evento       | 1      | 2      | 3      | 4      | 5      | 6      | 7      | 8      | 9          | 10         | M               | Punteggio | Pos.   |
| ------------------------------------------------------ | ------------ | ------ | ------ | ------ | ------ | ------ | ------ | ------ | ------ | ---------- | ---------- | --------------- | --------- | ------ |
| Athena Frai                                            | Windsurf     | 15     | 15     | 16     | 10     | 19     | 5      | 11     | 9      | 15         | 11         | non qualificata | 107       | 14ª    |
| Eftychia Mantzaraki                                    | Laser Radial | 14     | 18     | 14     | 18     | 16     | 8      | 5      | 22     | 24         | cancellata | non qualificata | 115       | 18ª    |
| Sofia Bekatōrou Virginia Kravarioti Sofia Papadopoulou | Yngling      | 10     | 12     | 9      | 3      | 2      | 16 OCS | 3      | 3      | cancellate | cancellate | 6               | 48        | Bronzo |